# Браун, Гордон (футболист)
Гордон Браун (люкс. Gordon Braun; род. 25 июля 1977, Мец) — люксембургский футболист, нападающий, выступавший за национальную сборную страны.

## Карьера

### Клубная
Начал профессиональную карьеру в 17-летнем возрасте в клубе высшего дивизиона «Унион», провёл в нём два сезона. В 1996 году перешёл в «Женесс» из Эша, в его составе трижды подряд становился чемпионом страны. В 2000 году перешёл в «Ф91 Дюделанж», в его составе также дважды выигрывал чемпионский титул. В ходе сезона 2002/03 вернулся в «Женесс», а в своём последнем сезоне в карьере — 2005/06 — снова выступал за «Ф91 Дюделанж».
Всего в высшем дивизионе Люксембурга сыграл 215 матчей и забил 98 голов. Стал семикратным чемпионом страны и пятикратным обладателем Кубка. Также сыграл 8 матчей на предварительных стадиях Лиги чемпионов.

### В сборной
В составе национальной сборной Люксембурга с 1998 по 2004 год провёл 34 матча и забил 1 гол. Первый матч сыграл 31 мая 1998 года против Камеруна, выйдя на замену на 60-й минуте вместо Робби Лангерса. Единственный гол за сборную забил 8 сентября 2004 года в ворота сборной Латвии (3:4), в своём 32-м матче. Последнюю игру за сборную провёл 13 октября 2004 года против Лихтенштейна.

## Достижения
- Чемпион Люксембурга: 1996/97, 1997/98, 1998/99, 2000/01, 2001/02, 2003/04, 2005/06
- Обладатель кубка Люксембурга: 1995/96, 1996/97, 1998/99, 1999/00, 2005/06

## Личная жизнь
Отец, Нико Браун (род. 1950), был футболистом-профессионалом, выступал в Германии, Франции и Бельгии и забил более 200 голов за карьеру.